# Красногоровка (Воронежская область)
Красногоровка — село в Богучарском районе Воронежской области.
Входит в состав Дьяченковского сельского поселения.

## География
Расположено на правом берегу р. Дон в 22 км от г. Богучар и 16 км от центра сельсовета.

### Улицы
| - ул. 1 Мая, - ул. Беговая, - ул. Дачная, - ул. Донская, - ул. Дорожная, - ул. Западная, - ул. Зелёная, - ул. Кленовая, | - ул. Молодёжная, - ул. Новая, - ул. Садовая, - ул. Солнечная, - ул. Тенистая, - ул. Тихая, - ул. Центральная. |

## Население
| 1859 | 1897  | 2000 | 2005 | 2010 |
| ---- | ----- | ---- | ---- | ---- |
| 2146 | ↘1891 | ↘677 | ↘673 | ↘482 |

## История
Впервые упоминается в 1773 г. как слобода Красногорская. В 1789 году построена церковь Преображения Господня. Советская власть установлена в селе в 1918 году. В 1924 году был создан колхоз «Победа труда». Позже отделение колхоза «Красный Дон».